# Proposición 60 de California de 2016
La Proposición 60 fue una propuesta electoral de California en la votación del 8 de noviembre del 2016 que habría permitido a la Administración de Seguridad y Salud Ocupacional de California (Cal/OSHA) procesar una aplicación de la ley en cualquier momento en que un condón no sea visible en una película pornográfica. La propuesta no se aprobó.
La Proposición 60 habría permitido a cualquier residente de California demandar a un pornógrafo y obtener su información personal. Las demandas frívolas y la seguridad de los actores eran una gran preocupación, así como los millones de dólares de los contribuyentes que costaría hacer cumplir tal ley.
Se predijo que la aplicación de la Proposición 60 costaría más de un millón de dólares anuales. Se pronosticó, también, que los gobiernos estatales y locales perderían decenas de millones de dólares en ingresos fiscales por año si la industria abandonaba el Estado. 
Si el Estado hubiese decidido no defender la constitucionalidad de la Proposición 60 en los tribunales, la medida habría facultado a su único patrocinador, Michael Weinstein, de la Fundación para el Cuidado de la Salud contra el SIDA, a defender la medida él mismo. Los gastos legales de Weinstein hubiesen sido pagados por el Estado y sólo podía ser removido por una mayoría de votos de ambas cámaras de la  Legislatura del Estado de California. Estas disposiciones se incluyeron en la respuesta al fallo Hollingsworth v. Perry de laCorte Suprema de los Estados Unidos, sosteniendo que sólo los empleados estatales tienen derecho a defender las propuestas de la boleta estatal en el tribunal federal. 
La Proposición 60 fue similar a la Medida B, aprobada por los votantes de Los Ángeles en 2012, que dio lugar a una gran disminución de las solicitudes de permisos para rodajes de pornografía. La Propuesta 60 habría exigido a los actores de películas para adultos que utilizaran condones durante la filmación de relaciones sexuales, y habría exigido a los productores que pagaran las vacunas, pruebas y exámenes médicos de los actores, y que colocaran el requisito del preservativo en los lugares de filmación. Además, se habría exigido a los mismos que renovaran sus licencias de filmación de películas para adultos cada dos años y que se pusieran en contacto con la Cal/OSHA cuando se realizara una película.
La industria pornográfica de California emplea a 2.000 personas. Se estima que la misma es una industria de 9 mil millones de dólares.
La ley de California ya exige que todos los trabajadores utilicen protección contra las infecciones de transmisión sexual, y la Administración de Seguridad y Salud Ocupacional de California ya ha interpretado la ley para exigir a los actores pornográficos que utilicen condones. A principios de 2016, Cal / OSHA redactó un reglamento detallado que requiere el uso de condones, pero fue retirado después de las críticas generalizadas de la industria. 
Los proponentes gastaron 4,6 millones de dólares luchando por la medida, todo ello de la Fundación para el Cuidado de la Salud contra el SIDA.
Los opositores gastaron 433.614 dólares, siendo el principal donante Wicked Pictures. Otros donantes importantes fueron Cybernet Entertainment y el Partido Demócrata de California.  Los consejos editoriales Los Angeles Times, el San Francisco Chronicle  y el Sacramento Bee se opusieron a la medida.
La propuesta fracasó, con casi un 54% en contra y un 46% a favor.